# Gardenia beamanii
Gardenia beamanii är en måreväxtart som beskrevs av Y.W.Low. Gardenia beamanii ingår i släktet Gardenia och familjen måreväxter. Inga underarter finns listade i Catalogue of Life.